# Polygala calcarea
Polygala calcarea är en jungfrulinsväxtart. Polygala calcarea ingår i släktet jungfrulinssläktet, och familjen jungfrulinsväxter.

## Underarter
Arten delas in i följande underarter:
- P. c. calcarea
- P. c. somedana

## Bildgalleri

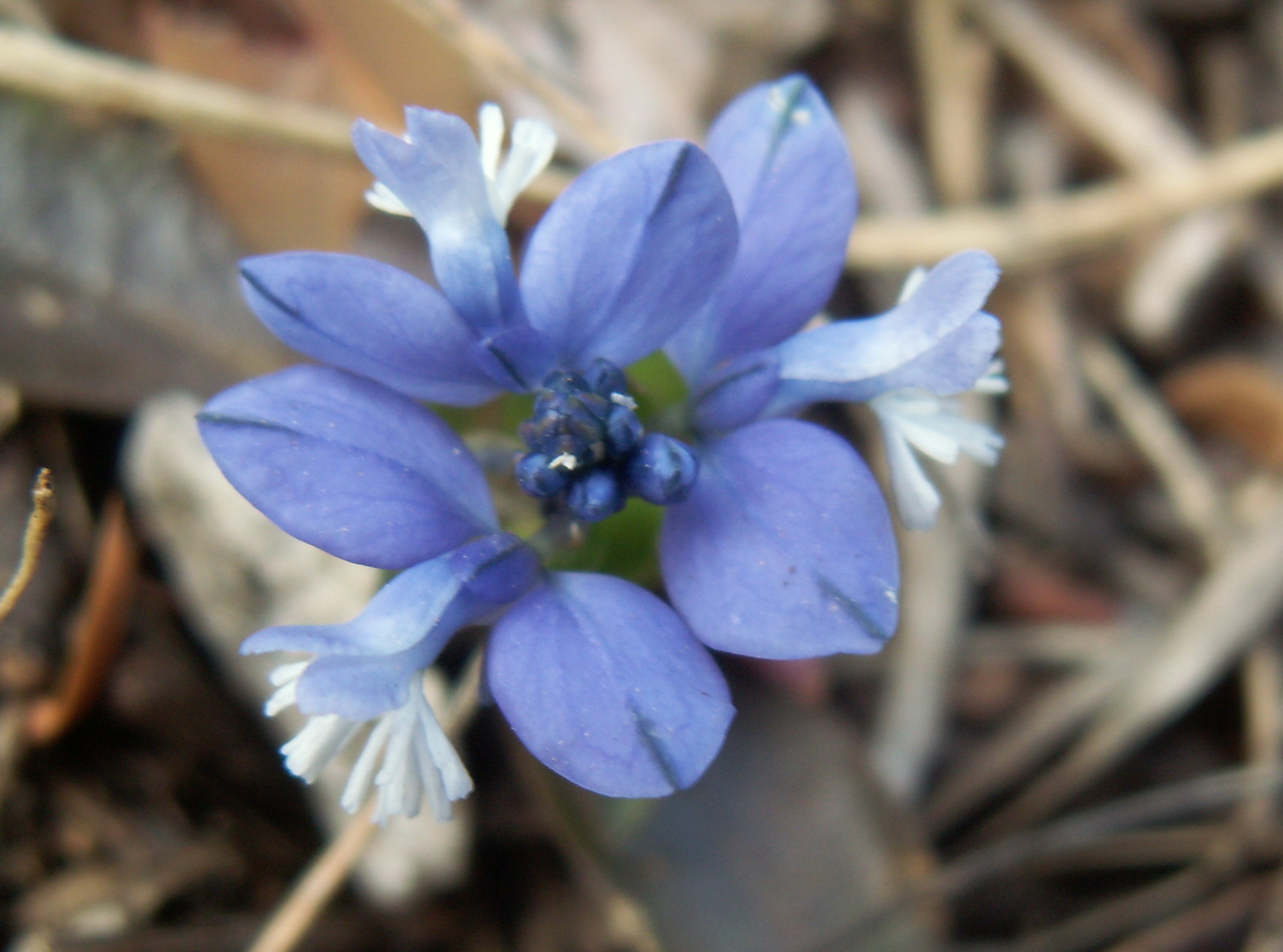
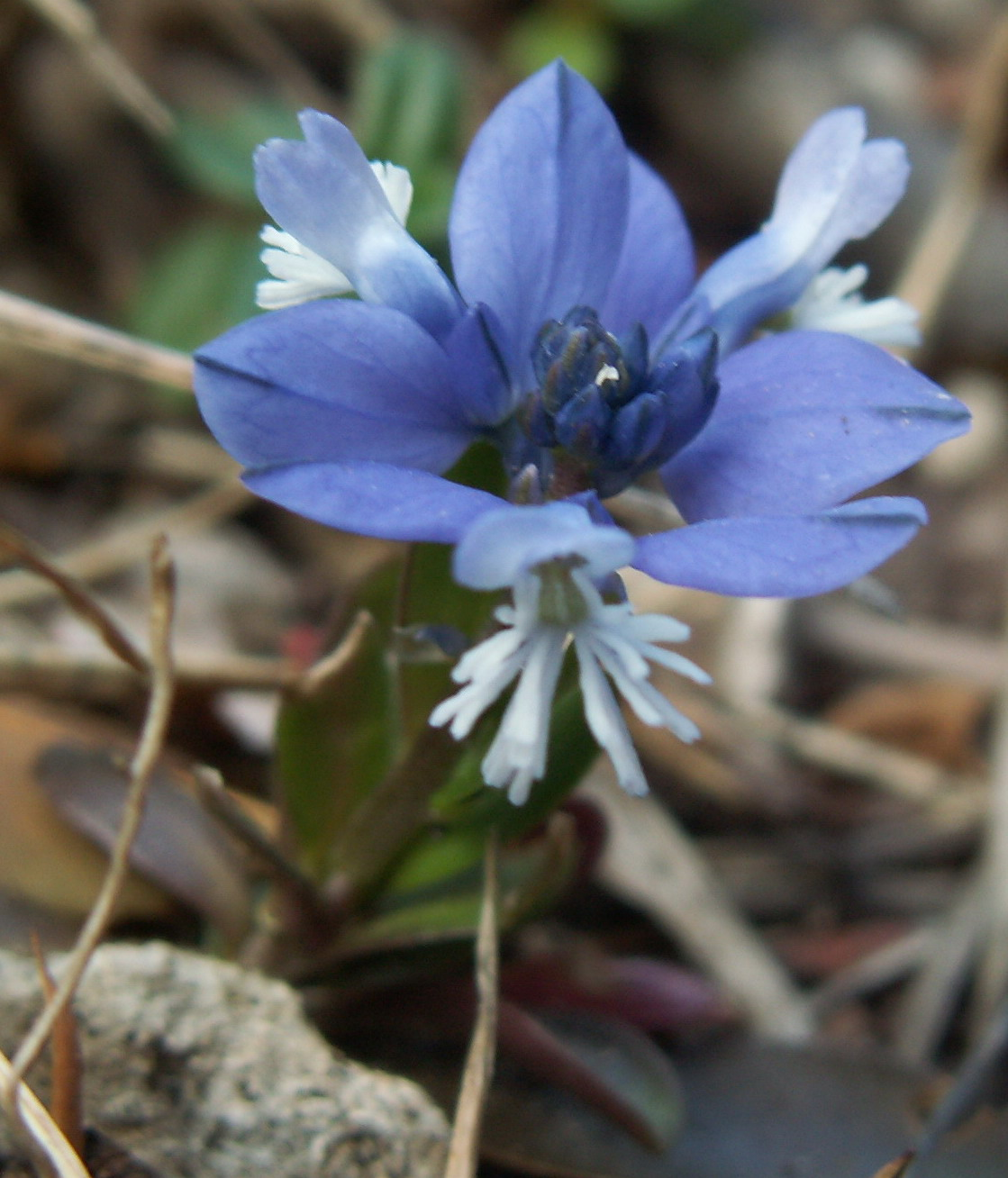
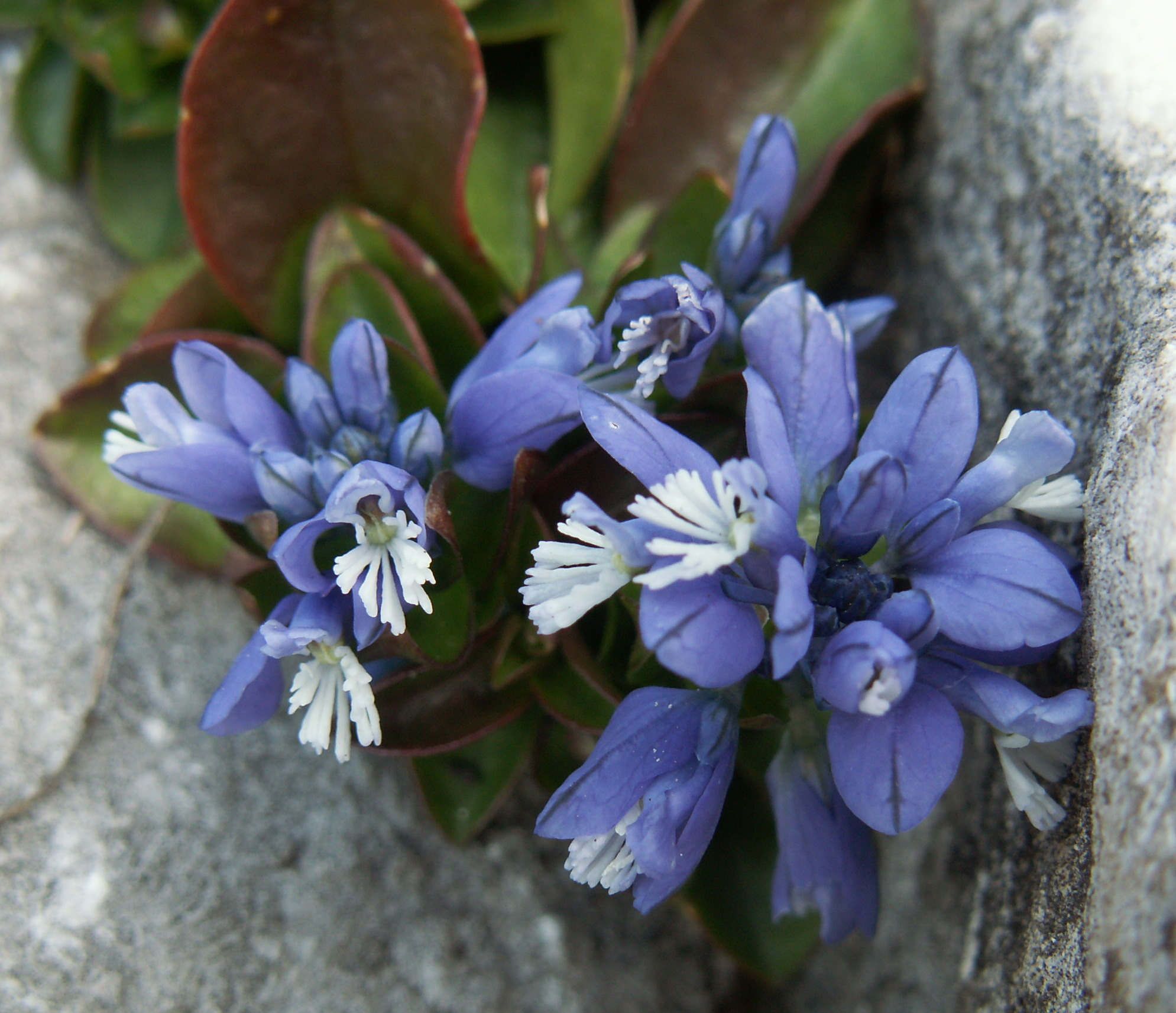
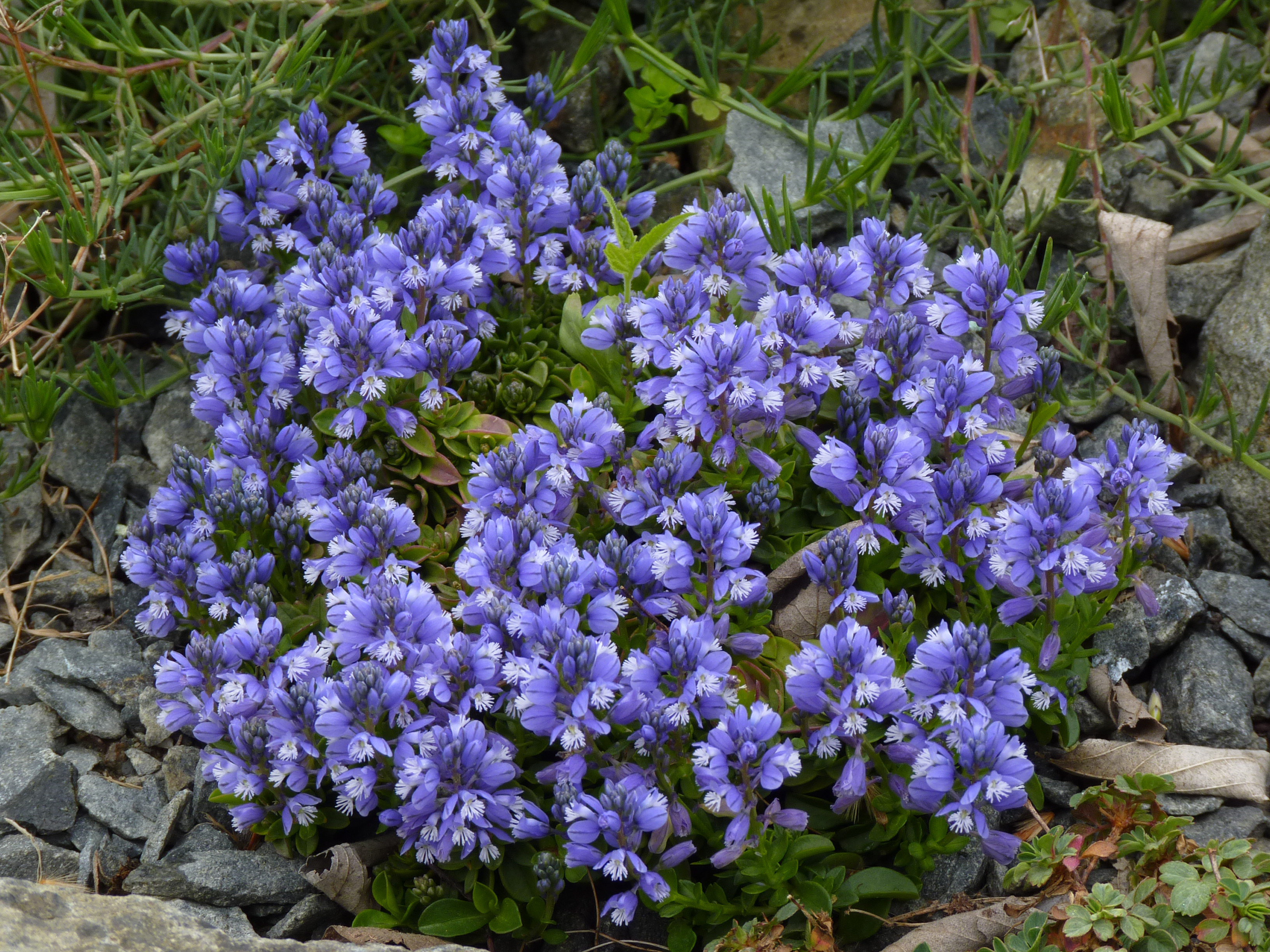
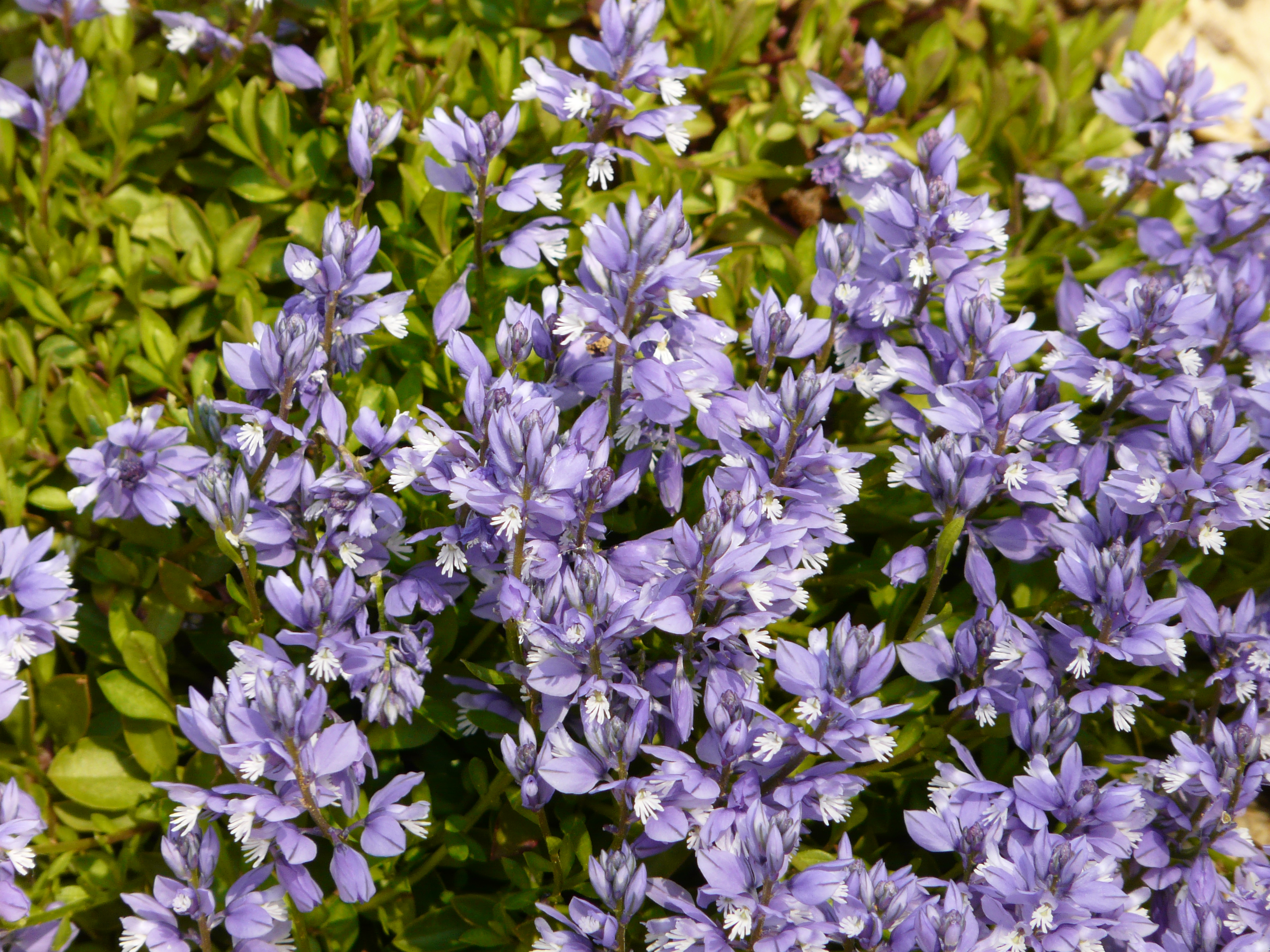